# Rešov (okres Bardejov)
Rešov je obec na Slovensku v okrese Bardejov. Žije zde 303 obyvatel, první písemná zmínka pochází z roku 1438. Nachází se zde řeckokatolický chrám Ochrany Přesvaté Bohorodičky z roku 1826, který je národní kulturní památkou Slovenské republiky.